# مكتبة قائد العظم
مكتبة قائد العظم (بالأردية: قائداعظم لائبریری)‏ هي مكتبة عامة تقع داخل باغ جناح في لاهور، البنجاب، باكستان. تم بناء المكتبة في منتصف القرن التاسع عشر خلال تنازلات الراج البريطاني في حقبة العصر الفيكتوري عن قاعات لورنس ومونتغمري. تضم المكتبة مجموعة مؤلفة من 125.000 كتاب باللغات الإنجليزية والأردية والعربية والفارسية.

## وصلات خارجية
- الموقع الرسمي